# Матеїк Ілля Іванович
Ілля Іванович Матеїк (1890, Снятин, Королівство Галичини та Володимирії, Цислейтанія, Австро-Угорщина — † 12 листопада 1927, Снятин, Друга Річ Посполита) — український громадський, культурний і військовий діяч, старшина Легіону Українських Січових Стрільців та Української Галицької Армії, учасник Першої світової війни та польсько-української війни, редактор української газети «Громадський Голос» (1918).

## Життєпис

### Австрійський період
Народився в міщанській родині Івана Матеїка у Снятині (нині Івано-Франківська область). Батько діяча був керівником Руської міщанської читальні у Снятині. Навчався у Коломийській гімназії (1902–1910), згодом студіював право у Львівському університеті (1911—1915).
У 1914 році належав у Львові до Товариства Українських Січових Стрільців II, що приміщувалося в домівці повітової «Січі». До цього гуртка входили також Гандзя Дмитерко, Пилип Деркач, Ольга Левицька-Басарабова, Павлина Михайлишин та інші, які згодом стали УСС-ами. Керівниками гуртка були Іван Чмола, Петро Франко, Роман Сушко, Роман Дашкевич.

### Участь у військових діях
Того ж року Ілля Матеїк вступив до Легіону УСС. З невідомих причин осінню 1914-го перевівся на італійський фронт. В 1917 році зазнав важкого поранення в Італії і був звільнений з служби як військовий інвалід. В 1917—1918 роках був одним із редакторів «Громадського Голосу».
Брав участь в боях біля Снятина в листопаді 1918-го року. Про нього згадував у своїх спогадах Олекса Бойків, зазначаючи його військовий ступінь як «значковий чотар» у курені сотника Василя Гошоватюка в Заболотові.  

### Останні роки життя
Після війни деякий час мешкав у Снятині, був активним учасником місцевого культурного життя — відвідував товариство «Боян», читальні. Згодом переїхав, певний час перебував у Чехословаччині (1919–1926), де лікувався від наслідків поранень і грудної недуги, набутої у війську. Підтримував українські громадські ініціативи, зокрема жертвував кошти на «Рідну Школу».
1926 року повернувся до Галичини, працював у кооперативі «Маслосоюз» у Львові. Помер 12 листопада 1927 року в домі своїх батьків у Снятині від наслідків поранень. Похований на міському цвинтарі в Снятині.